# 撒拉森裝甲車
FV 603沙利臣（Saracen）是由英國阿爾維斯汽車公司（Alvis）生產的6輪裝甲運兵車，是英國陸軍的裝備之一。

## 設計及歷史
FV 603沙利臣裝甲車是阿爾維斯汽車公司生產的FV 600系列裝甲車之一，採用與FV 601沙利臣和蠑螈機場消防車相同的底盤，而懸掛系統、發動機、傳動裝置和制動裝動系統有所改良。FV 603為6x6輪式設計，裝有勞斯萊斯B80 Mk.6A 8汽缸汽油發動機，裝甲厚16毫米，連同駕駛員和車長共可載11人，車體上裝有小型旋轉炮塔，炮塔上有一門.30寸L3A4（M1919）同軸機槍，另有一門平射及防空用途的.303寸布倫輕機槍。
沙利臣裝甲車在英國陸軍中主要用作裝甲運兵車、裝甲指揮車及裝甲救護車用途，改進型還包括加裝通訊或指揮器材和火炮引導等。
沙利臣裝甲車在1952年生產，因為馬來西亞危機時英軍急需裝甲運兵車，因此比沙利臣更早投產，量產型包括了沒有炮塔版本。沙利臣裝甲車曾經在1980年代北愛爾蘭問題時服役於北愛爾蘭地區，主要在當時赫尔的街道上巡邏，亦是英屬香港時期警用裝甲車之一，在斯里蘭卡內戰和也門亞丁也有出現。

## 衍生型

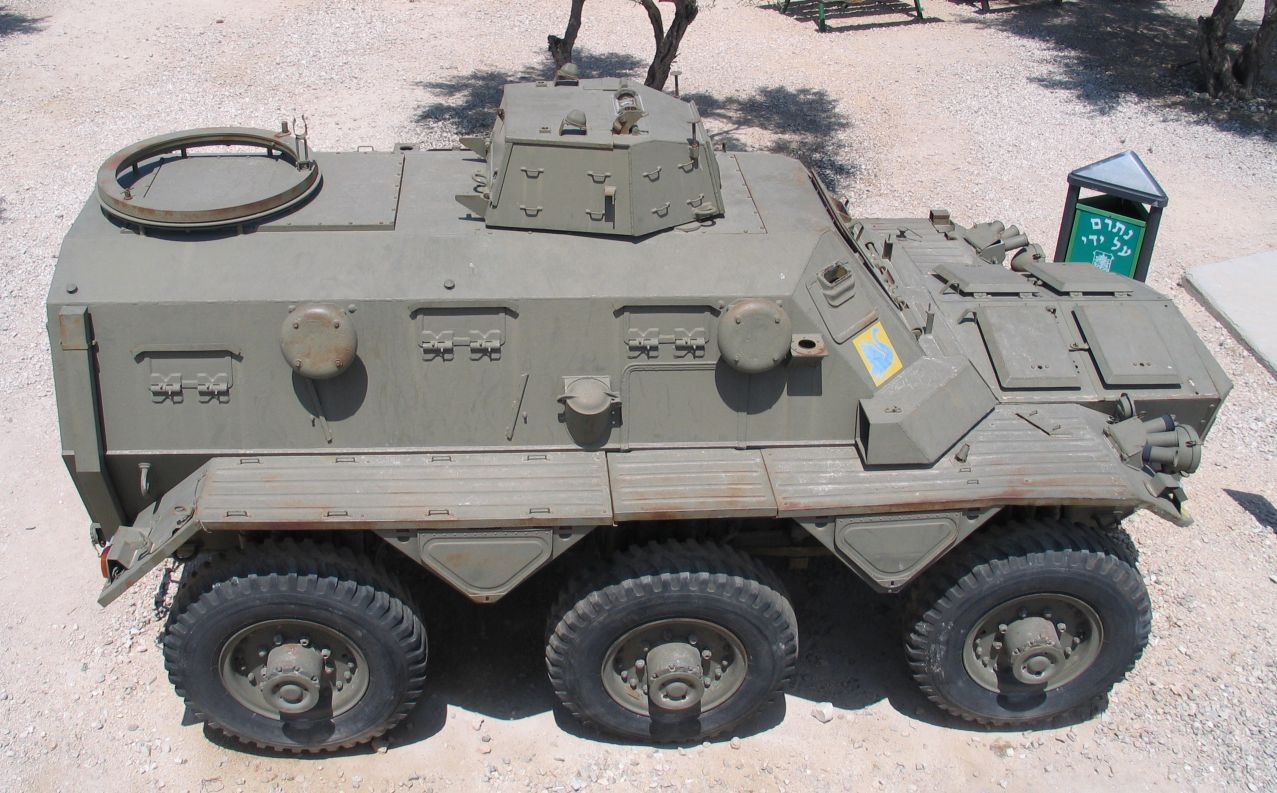
圖片可見沙利臣裝甲車的車頂後部旋轉式射架，原有的輕機槍已拆除

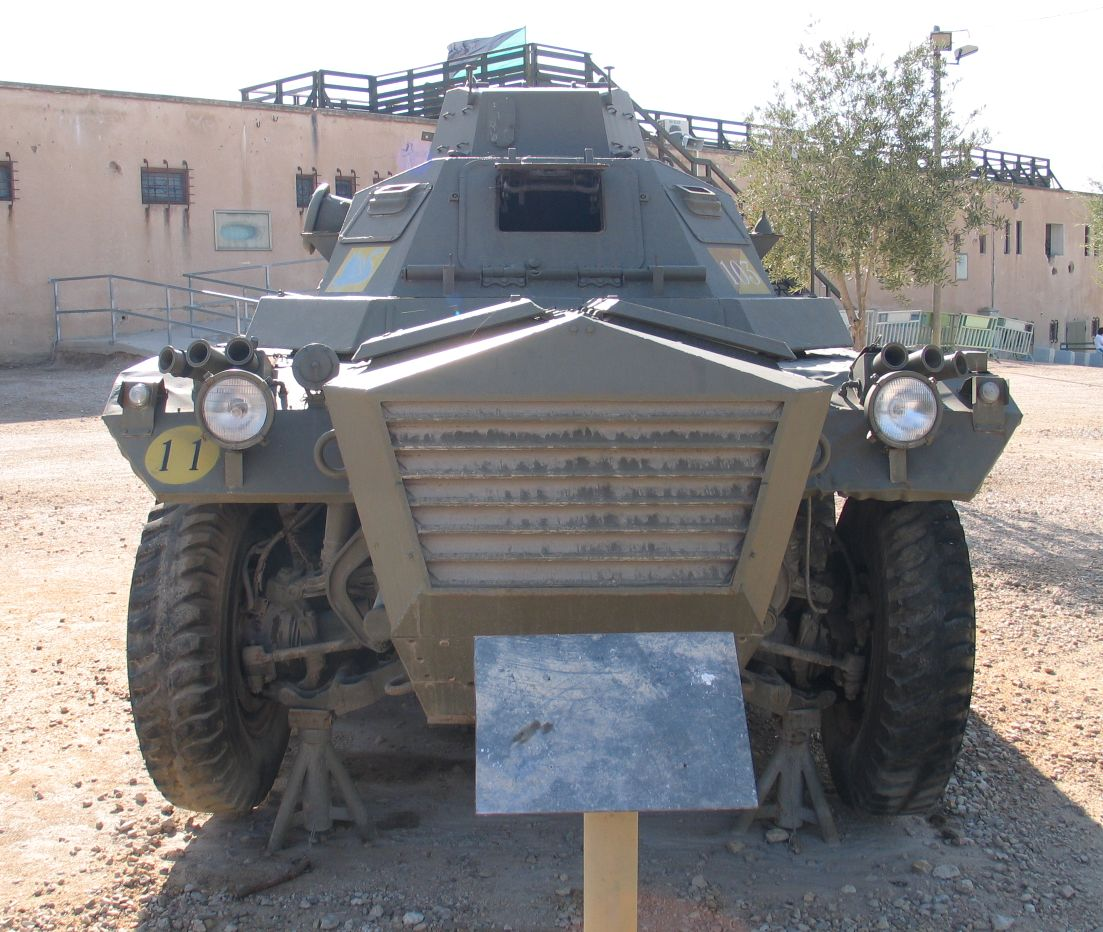
正面圖片

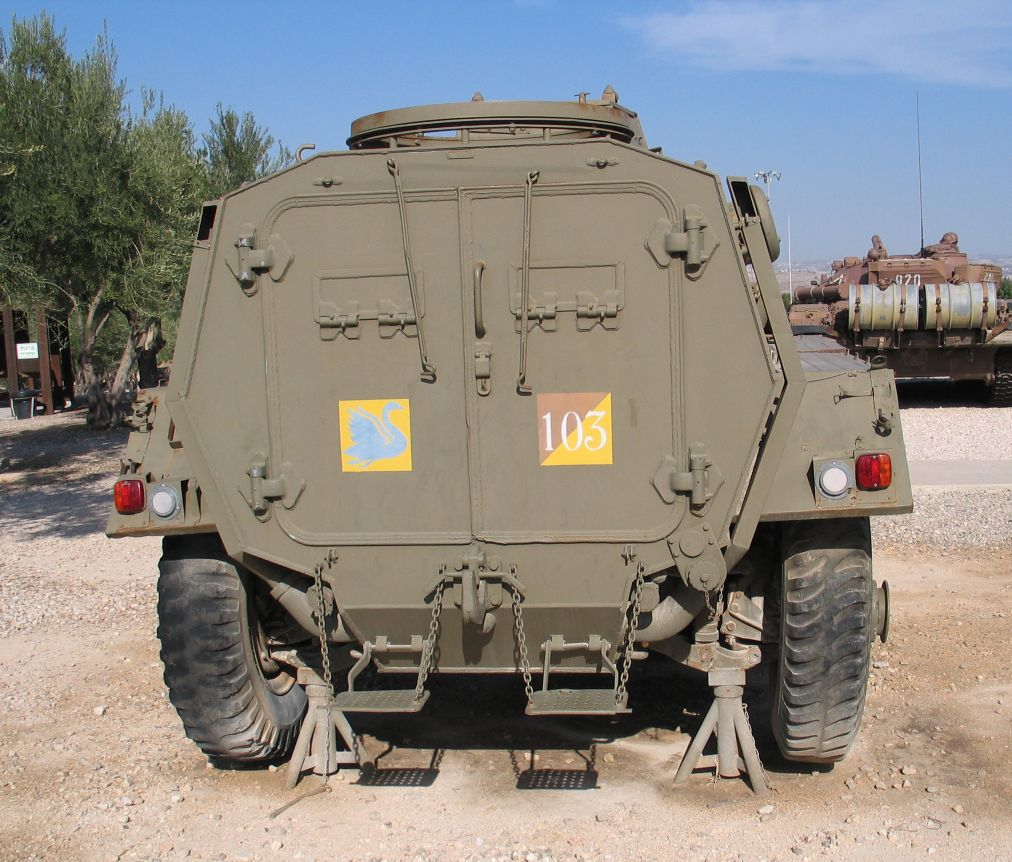
尾部圖片

沙利臣裝甲車的主要武器為炮塔上的L3A4（M1919）同軸機槍，及車頂後部裝在旋轉式射架上的布倫輕機槍，後期型改為7.62×51mm NATO的FN MAG（L7）同軸機槍。
FV 603衍生型：
- Mk 1

早期型，炮塔為三門式設計及有一個手槍射孔。
- Mk 2

Mk 1改進型，炮塔為兩門式設計，後方炮塔門可摺疊成車長專用座位。
- Mk 3

裝有水冷裝置以適應炎熱氣候。
- Mk 4

樣車，沒有投產。
- Mk 5

Mk 1或Mk 2加裝額外裝甲的版本，主要用於北愛爾蘭。
- Mk 6

Mk 3加裝額外裝甲的版本，主要用於北愛爾蘭。
其他衍生型：
除FV 603外，沙利臣裝甲車還有以下衍生型：
- FV 604裝甲指揮車（ACV）

加裝通訊器材版本。
- FV 610裝甲指揮車（ACP）

加高車身及加大車體內部以容納通訊器材和地圖桌，車頭外部加裝小型發電機 。
- FV 606 / FV 611裝甲救護車

裝甲救護車版本。

## 使用國

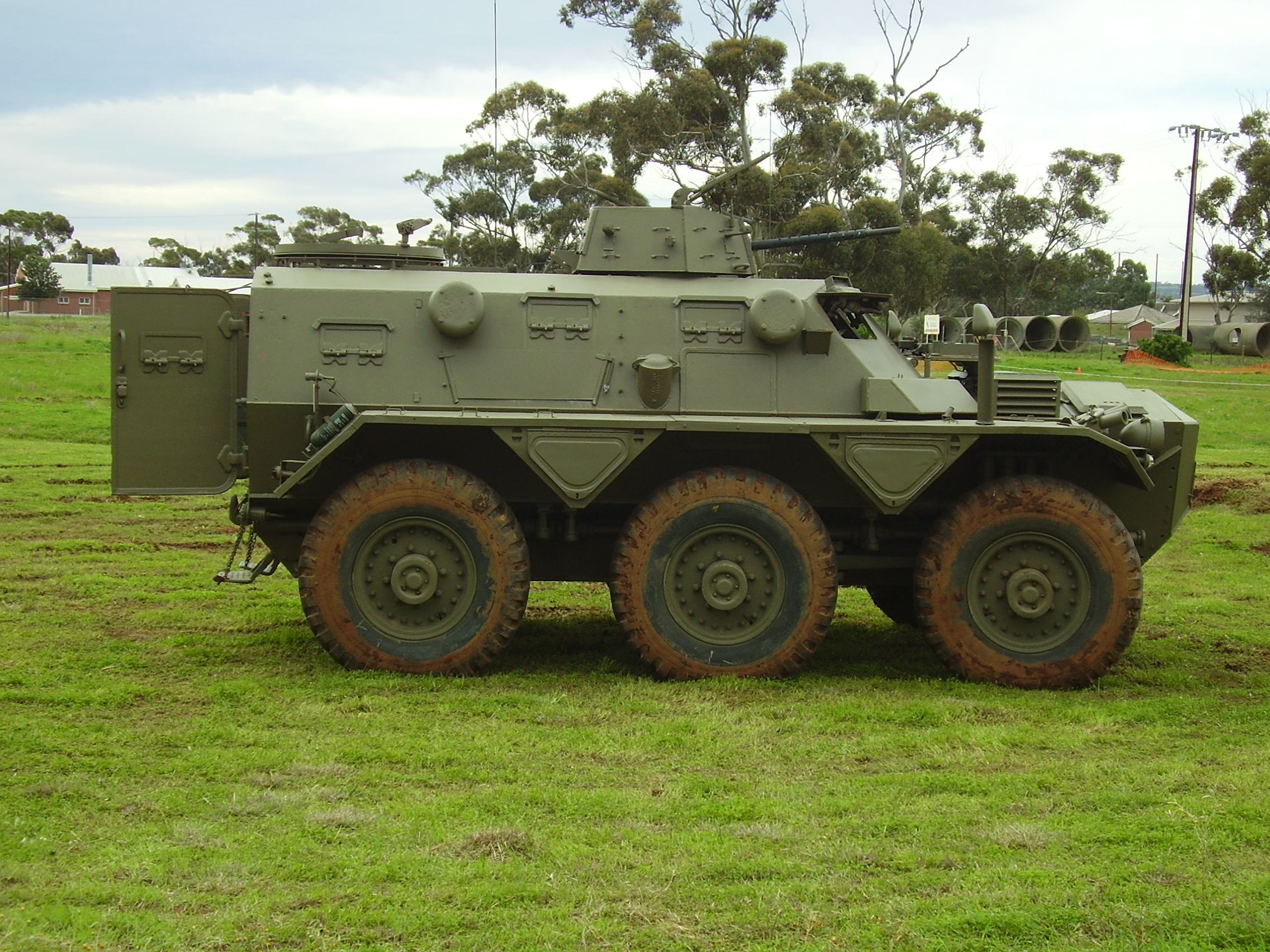
澳大利亞的沙利臣裝甲車，愛丁堡軍用車輛博物館

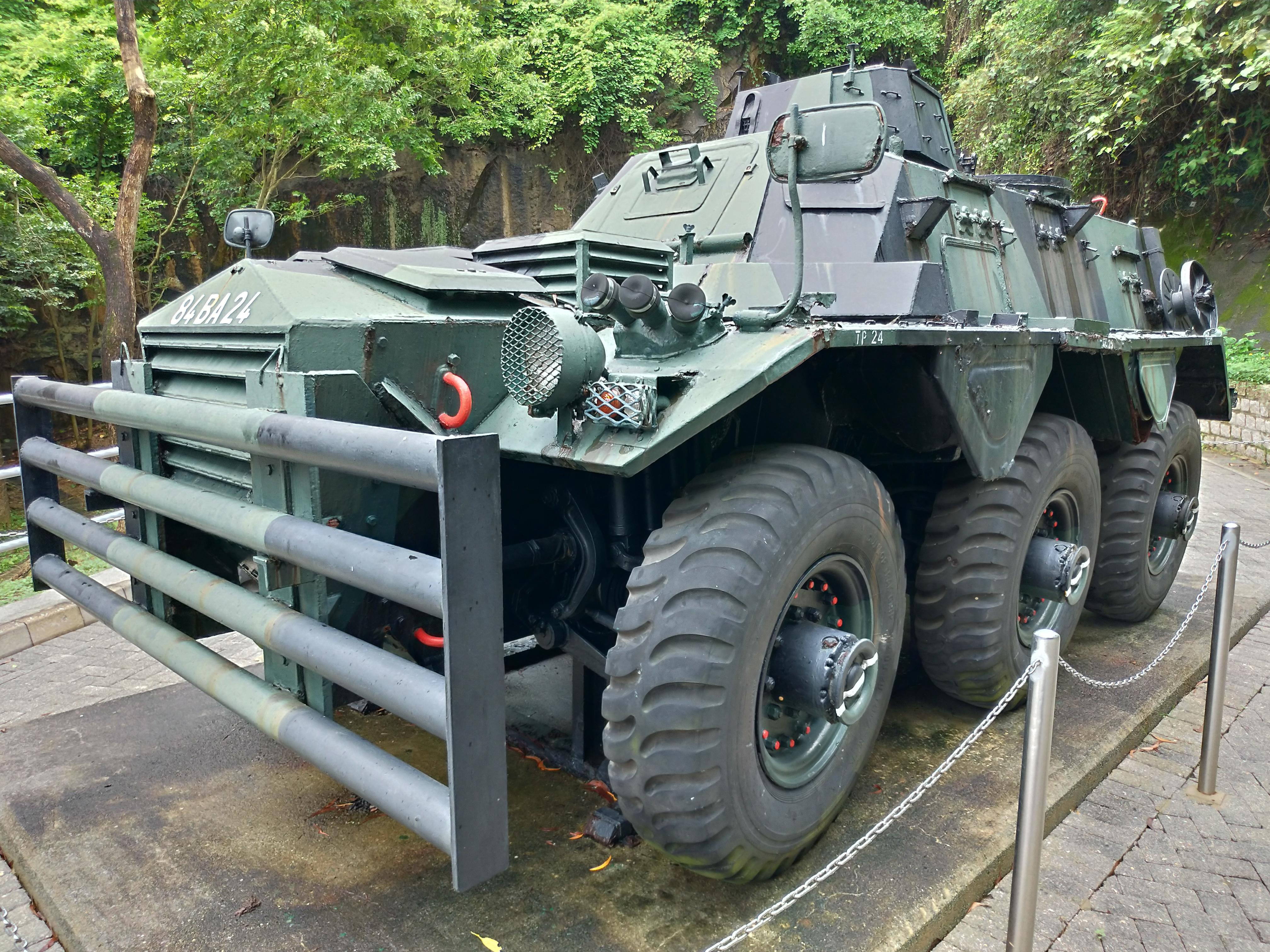
皇家香港軍團過往裝備的一輛裝甲車，現存於香港海防博物館

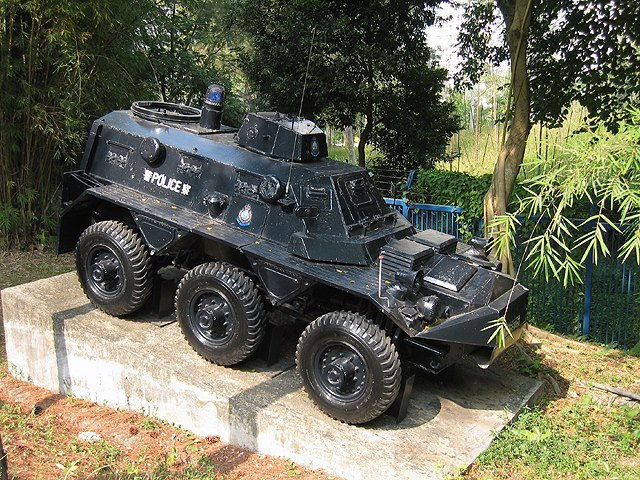
皇家香港警察的沙利臣裝甲車，1988年退役，當時被亦已於2009年3月退役的煞臣裝甲車取代

- 澳大利亞：1965年至1966年裝備第4/第19威爾斯親王輕騎兵團[3]。
- 英國：英軍主要在1954年起裝備，至1969年除役，塞普勒斯裝甲營採用至1980年代中期，駐守北愛爾蘭的英軍裝備至1991年。
- 英屬香港：皇家香港警察隊警察機動部隊的同款裝甲車已經全數退役。皇家香港軍團裝備的其中一輛裝甲車，現成為香港海防博物館的戶外展品。
- 汶萊：汶萊皇家軍隊在1973起裝備。
- 奈及利亞：共有20輛。
- 印尼
- 斯里蘭卡：裝備斯里蘭卡陸軍[4]。
- 南非：南非陸軍
- 蘇丹：共有49輛。
- 約旦：共有60輛[5]。
- 科威特：共有120輛。
- 泰國：共有20輛。
- 美國：奧克拉荷馬州突沙市警隊，將原有車身重新裝在卡車底盤，只有1輛。